# 一条富子
一条 富子（いちじょう とみこ、寛保3年2月4日（1743年2月27日） - 寛政7年11月30日（1796年1月9日））は、桃園天皇の女御、後桃園天皇および伏見宮貞行親王の母。准三宮、皇太后、女院。院号は恭礼門院（きょうらい もんいん）。

## 概要
父は関白一条兼香。母は栄秀院（家女房）。准母は飛鳥井雅豊（権大納言）の娘。一条家の本姓は藤原氏なので藤原富子（ふじわら の とみこ）と記されることもある。
宝暦5年10月（1755年）に従三位に叙され、同年11月に入内して桃園天皇の女御となる。宝暦9年3月（1759年）には准三宮の宣下を受ける。この年の12月7日に桃園天皇が崩御したが、桃園天皇との間に儲けた第一皇子英仁親王はまだ幼かったので、皇位は桃園天皇の姉（後桜町天皇）に一時的に譲ることとなった。明和7年（1770年）に英仁親王が成長すると後桜町天皇から譲位を受けて即位、後桃園天皇となった。国母となった富子は明和8年5月9日（1771年）に皇太后に冊立された。同年院号が宣下され、恭礼門院の院号をうける。ただちに落飾して「新女院」、のち「女院」と称した。
その後、 安永8年10月29日（1779年12月6日）に後桃園天皇が崩御、続いて天明3年10月12日（1783年11月6日）にその妃近衛維子（盛化門院）が崩御すると、二人の一人娘である孫の欣子内親王を手元で養育した。欣子内親王が光格天皇の元へ入内、中宮に冊立されるのを見届けた後、寛政7年（1795年）に崩御。享年53。

## 女院御所
京都御所南西にあった恭礼門院の女院御所は、のちに賀陽宮家の邸宅として利用されたが、現在は京都御苑内の賀陽宮跡地から相国寺に移築されている。